# Tropidurus torquatus
Tropidurus torquatus — вид ігуаноподібних ящірок родини Tropiduridae. Ендемік Бразилії.

## Поширення і екологія
Tropidurus torquatus поширені від північного заходу штату Сан-Паулу до Токантінса. Вони живуть в саванах серрадо, на висоті до 1635 м над рівнем моря.